# Hydrillodes
Hydrillodes är ett släkte av fjärilar. Hydrillodes ingår i familjen nattflyn.

## Bildgalleri

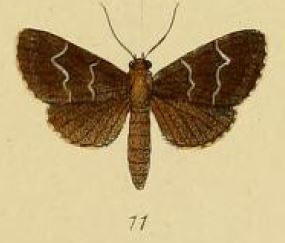
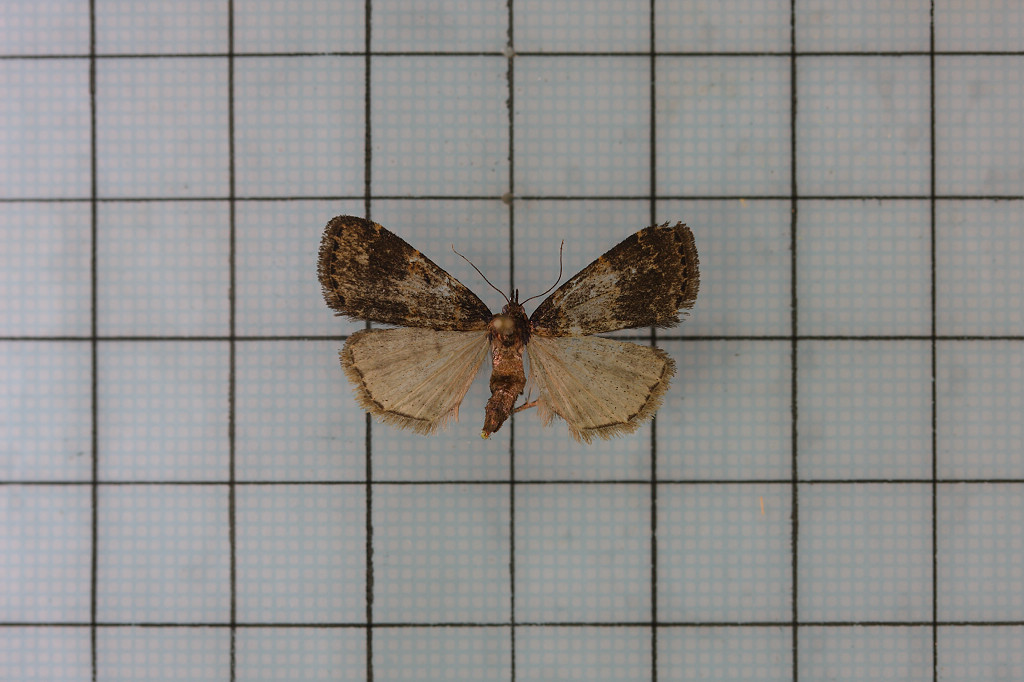
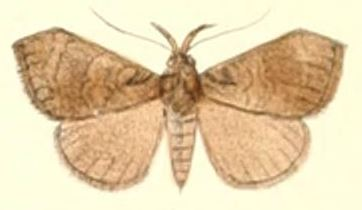

## Dottertaxa tillHydrillodes, i alfabetisk ordning[1]
- Hydrillodes abavalis
- Hydrillodes aroa
- Hydrillodes astigma
- Hydrillodes aviculalis
- Hydrillodes basalis
- Hydrillodes bryophiloides
- Hydrillodes buruensis
- Hydrillodes captiosalis
- Hydrillodes carayoni
- Hydrillodes cauloneura
- Hydrillodes cleobisalis
- Hydrillodes comoroana
- Hydrillodes contigua
- Hydrillodes crispipalpus
- Hydrillodes dimissalis
- Hydrillodes discoidea
- Hydrillodes erythusalis
- Hydrillodes eucaula
- Hydrillodes flavimacula
- Hydrillodes funeralis
- Hydrillodes funestalis
- Hydrillodes grisea
- Hydrillodes incerta
- Hydrillodes inversa
- Hydrillodes kebea
- Hydrillodes lentalis
- Hydrillodes lophobus
- Hydrillodes lophopododes
- Hydrillodes manuselensis
- Hydrillodes mediochracea
- Hydrillodes melanozona
- Hydrillodes metisilis
- Hydrillodes minor
- Hydrillodes moloalis
- Hydrillodes morosa
- Hydrillodes murudensis
- Hydrillodes nilgirialis
- Hydrillodes norfolki
- Hydrillodes nubeculalis
- Hydrillodes obscurior
- Hydrillodes palpata
- Hydrillodes perplexalis
- Hydrillodes pertruncata
- Hydrillodes plicalis
- Hydrillodes poiensis
- Hydrillodes porphyrodes
- Hydrillodes postpallida
- Hydrillodes pseudomorosa
- Hydrillodes pterota
- Hydrillodes pyraustralis
- Hydrillodes reducta
- Hydrillodes repugnalis
- Hydrillodes semialba
- Hydrillodes semiluna
- Hydrillodes semiquadrata
- Hydrillodes sigma
- Hydrillodes subalbida
- Hydrillodes subbasalis
- Hydrillodes subflavalis
- Hydrillodes submorosa
- Hydrillodes subtruncata
- Hydrillodes surata
- Hydrillodes tennenti
- Hydrillodes thelephusalis
- Hydrillodes thomensis
- Hydrillodes toresalis
- Hydrillodes torsivena
- Hydrillodes truncata
- Hydrillodes turbidalis
- Hydrillodes uliginosalis
- Hydrillodes vexillifera